# Fază (termodinamică)
În termodinamică și aplicațiile ei se numește fază o componentă omogenă din punct de vedere fizic și chimic a unui sistem eterogen . Un sistem omogen este compus dintr-o singură fază. Uneori se face precizarea că fazele sunt în contact direct între ele în cadrul sistemului, aflat în echilibru termodinamic .

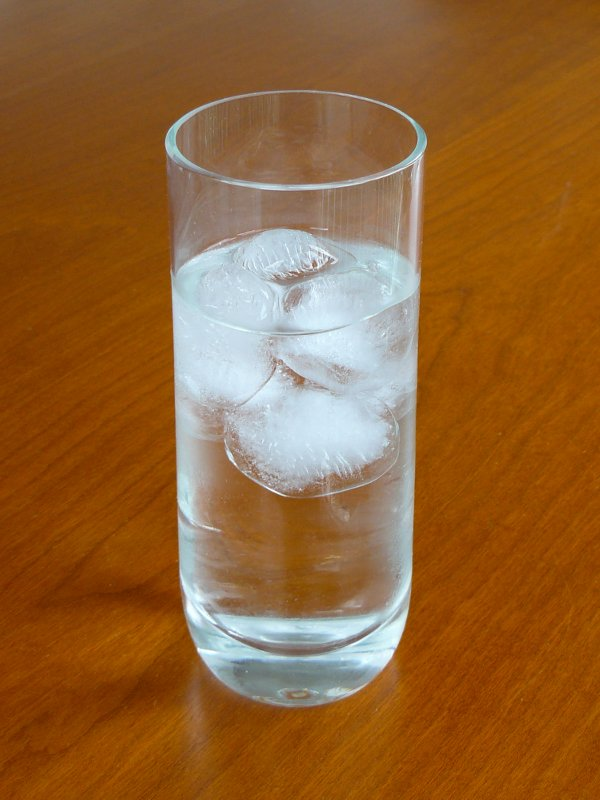
Două faze (apă și gheață) în stări de agregare diferite (lichidă și solidă).

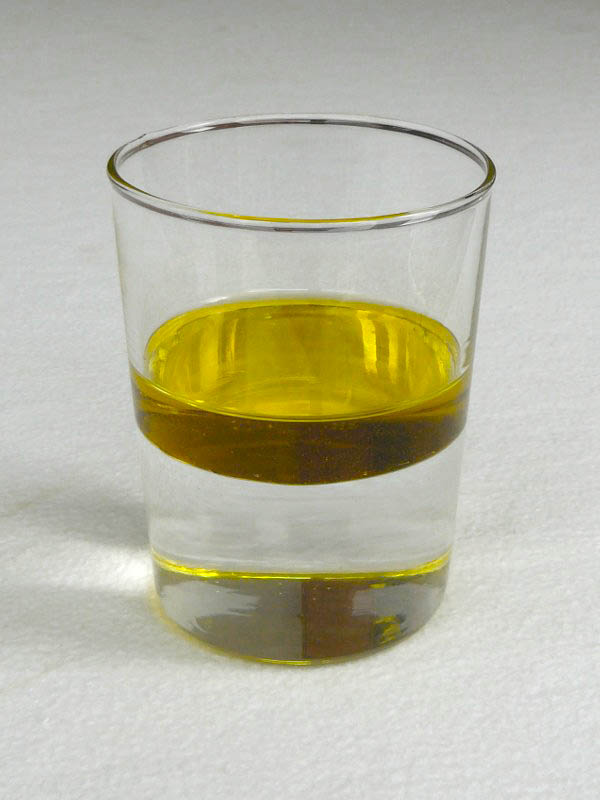
Două faze (apă și ulei) în aceeași stare de agregare (lichidă).

Adesea se confundă noțiunea de „fază” cu cea de „stare de agregare”, mai veche și mai imprecisă. O stare de agregare este o formă a materiei caracterizată prin anumite proprietăți fizice macroscopice. De exemplu, un sistem compus din apă și gheață constă din două faze, în două stări de agregare diferite (una lichidă și cealaltă solidă); un sistem compus din apă și ulei constă și el din două faze, dar ambele în aceeași stare de agregare (lichidă), sistemul fiind un lichid multifazic.
Se confundă de asemenea noțiunea de transformare de fază cu cea de „schimbare a stării de agregare”. În transformările de fază cum sunt evaporarea și condensarea sau topirea și solidificarea proprietățile sistemului variază discontinuu, fenomenul manifestându-se macroscopic ca schimbare a stării de agregare. Dar în transformările de fază în care un material feromagnetic încălzit deasupra punctului Curie devine paramagnetic, proprietățile macroscopice variază în mod continuu, fără schimbarea stării de agregare. În acest caz se vorbește despre o „transformare de fază de specia a doua”..